# Brian Perk
Brian Perk (Yorba Linda, 21 luglio 1989) è un ex calciatore statunitense, di ruolo portiere.

## Palmarès

### Club
- Campionato MLS: 2

Los Angeles Galaxy: 2012, 2014